# Pittsburgh Professionals

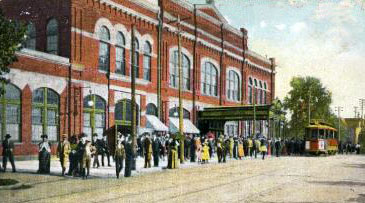
Duquesne Gardens exteriör ca. 1909. Pittsburgh Professionals spelade i arenan 1904–1907.

Pittsburgh Professionals, eller Pittsburgh Professional Hockey Club, var ett amerikanskt professionellt ishockeylag från Pittsburgh, Pennsylvania, verksamt i IPHL åren 1904–1907.

## Historia

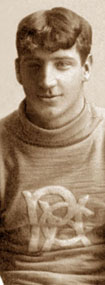
Tommy Smith med Pittsburgh Professionals 1907.

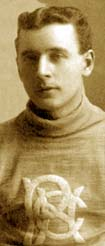
Jimmy Gardner med Pittsburgh Professionals 1907.

Pittsburgh Professionals var ett av de fem lag som säsongen 1904–05 var med och bildade International Professional Hockey League, IPHL, den första helprofessionella ishockeyligan i Nordamerika. De andra lagen var Calumet-Laurium Miners, Portage Lakes Hockey Club och Michigan Soo Indians från norra Michigan samt Canadian Soo från Ontario.
Pittsburgh Professionals slutade som nästjumbo första säsongen i IPHL 1904–05 med 17 inspelade poäng på 24 matcher. Säsongen därefter, 1905–06, värvade Professionals stjärnspelaren Hod Stuart från konkurrenten Calumet Miners, men trots att laget ökade på poängskörden till 30 poäng slutade man i mitten av tabellen på tredje plats.
Tredje och sista säsongen ligan var verksam, 1906–07, fick Professionals hjälp av Jimmy Gardner och målsprutan Tommy Smith som gjorde 31 mål på 23 matcher, men laget slutade återigen i mitten av tabellen. Lagets stjärna var annars centern Lorne Campbell som gjorde 99 mål på 72 matcher under tre säsonger i klubben.
Då IPHL lades ner 1907 avvecklades även Pittsburgh Professionals och många av spelarna i laget fortsatte att spela i lag i Western Pennsylvania Hockey League, WPHL.

## IPHL
M = Matcher, V = Vinster, F = Förluster, O = Oavgjorda, GM = Gjorda mål, IM = Insläppta mål, P = Poäng

### 1904–05
| Lag                      | M  | V  | F  | O | GM  | IM  | P  |
| ------------------------ | -- | -- | -- | - | --- | --- | -- |
| Calumet-Laurium Miners   | 24 | 18 | 5  | 1 | 131 | 75  | 37 |
| Houghton-Portage Lakes   | 24 | 15 | 7  | 2 | 98  | 81  | 32 |
| Michigan Soo Indians     | 24 | 10 | 13 | 1 | 81  | 79  | 21 |
| Pittsburgh Professionals | 24 | 8  | 15 | 1 | 82  | 114 | 17 |
| Canadian Soo             | 24 | 6  | 17 | 1 | 97  | 140 | 13 |

### 1905–06
| Lag                      | M  | V  | F  | O | GM  | IM  | P  |
| ------------------------ | -- | -- | -- | - | --- | --- | -- |
| Houghton-Portage Lakes   | 24 | 19 | 5  | 0 | 105 | 70  | 38 |
| Michigan Soo Indians     | 24 | 18 | 6  | 0 | 126 | 57  | 36 |
| Pittsburgh Professionals | 24 | 15 | 9  | 0 | 121 | 84  | 30 |
| Calumet Miners           | 24 | 7  | 17 | 0 | 48  | 108 | 14 |
| Canadian Soo             | 24 | 1  | 23 | 0 | 56  | 137 | 2  |

### 1906–07
| Lag                      | M  | V  | F  | O | GM  | IM  | P  |
| ------------------------ | -- | -- | -- | - | --- | --- | -- |
| Houghton-Portage Lakes   | 24 | 16 | 8  | 0 | 102 | 102 | 32 |
| Canadian Soo             | 24 | 13 | 11 | 0 | 124 | 123 | 26 |
| Pittsburgh Professionals | 25 | 12 | 12 | 1 | 94  | 82  | 25 |
| Michigan Soo Indians     | 24 | 11 | 13 | 0 | 103 | 88  | 22 |
| Calumet Wanderers        | 25 | 8  | 26 | 1 | 96  | 124 | 17 |

Tabeller från hockeyleaguehistory.com

## Spelare
| Namn                            | Födelsedatum & Ort                   | Position       | Säsonger  |
| ------------------------------- | ------------------------------------ | -------------- | --------- |
| Jack Winchester                 | 12 maj 1881, Belleville, Ontario     | Målvakt        | 1904–1907 |
| Lorne Campbell                  | 8 oktober 1879, Ottawa, Ontario      | Center         | 1904–1907 |
| Billy Baird                     | 18 mars 1884, Ottawa, Ontario        | Back           | 1904–1907 |
| Arthur Sixsmith                 | 27 juni 1880, Ottawa, Ontario        | Rover & Center | 1904–1906 |
| Garnet Sixsmith                 | 15 januari 1885, Ottawa, Ontario     | Högerforward   | 1904–1906 |
| Edward Arthur "Muggins" Roberts | 1 april 1888, Ottawa, Ontario        | Rover          | 1904–1906 |
| Haddo Francis Black             | 9 november 1880, Windsor, Ontario    | Högerforward   | 1904–1906 |
| Tom "Rube" Melville             | 1 augusti 1880, Montreal, Quebec     | Vänsterforward | 1904–1906 |
| Alwyne Mortimer Kent            | 15 januari 1883, Montreal, Quebec    | Högerforward   | 1904–1906 |
| James "Jim" MacKay              | 18 oktober 1874, Skottland           | Målvakt        | 1904–05   |
| William "Peg" Duval             | 3 augusti 1877, Ottawa, Ontario      | Back           | 1904–05   |
| Joe McMaster                    | 16 augusti 1881, Winnipeg, Manitoba  |                | 1904–05   |
| Charles D. "Baldy" Spittal      | 17 november 1874, Ottawa, Ontario    | Back           | 1904–05   |
| Dick O'Leary                    | Prescott, Ontario                    | Back           | 1904–05   |
| George McCarron                 | 1879, Quebec, Quebec                 | Vänsterforward | 1904–05   |
| Hod Stuart                      | 20 februari 1879, Ottawa, Ontario    | Back           | 1905–1907 |
| William "Jigger" Robinson       | 3 februari 1882, Kingston, Ontario   | Center         | 1905–06   |
| Con Corbeau                     | 8 maj 1885, Penetanguishene, Ontario | Back           | 1905–06   |
| Duncan William "Dunc" Taylor    | Toronto, Ontario                     | Vänsterforward | 1905–06   |
| Edward "Eddie" Hogan            | 18 april 1882, Quebec, Quebec        |                | 1906–07   |
| Horace Gaul                     | 21 december 1883, Gaspé, Quebec      | Högerforward   | 1906–07   |
| Tommy Smith                     | 27 september 1885, Ottawa, Ontario   | Center         | 1906–07   |
| Jimmy Gardner                   | 21 maj 1881, Montreal, Quebec        | Vänsterforward | 1906–07   |
| Ernie Liffiton                  | 25 januari 1885, Montreal, Quebec    | Vänsterforward | 1906–07   |
| Charles C. Ross                 | 2 januari 1881, Ottawa, Ontario      | Back           | 1906–07   |
| Henry "Harry" Bright            | 6 oktober 1881, Montreal, Quebec     | Högerforward   | 1906–07   |
| Roland "Rowley" Young           | 12 januari 1883, Waterloo, Ontario   | Back           | 1906–07   |

Källor: Society for International Hockey Research på sihrhockey.org, samt The Origins and Development of the International Hockey League and its effect on the Sport of Professional Ice Hockey in North America av Daniel S. Mason.